# Deutsche Para-Eishockey Liga 2018/19
Die Saison 2018/19 war die 19. Spielzeit der Deutschen Para-Eishockey Liga. Die Saison startete am 3. November 2018 und endete am 17. März 2019. Der TuS Wiehl ESC gewann die Meisterschaft zum dritten Mal in der Vereinsgeschichte (davon zwei als Spielgemeinschaft mit den Kamen Barbarians).

## Teilnehmer
Am Spielbetrieb nahmen im Vergleich zum Vorjahr die gleichen Mannschaften teil, wobei die Spielgemeinschaft Preussen, Dresden und ESV Dachau Woodpeckers als Angry Birds antrat. Die Spielgemeinschaft NRW Kamen/Wiehl wurde durch die Mannschaft der Wiehl Penguins (TuS Wiehl ESC) ersetzt.
- Weserstars Bremen
- Angry Birds (Spielgemeinschaft Dresdner Eislöwen Sledge/ECC Preussen Berlin/ESV Dachau Woodpeckers)
- Wiehl Penguins (TuS Wiehl ESC)
- ERC Hannover Ice Lions

## Modus
Die vier teilnehmenden Mannschaften trugen die Spielzeit im Ligasystem als Doppelrunde aus, jedes Team spielte insgesamt 12 Mal und somit viermal gegen jede andere Mannschaft. Für einen Sieg gab es drei Punkte. Bei einem Unentschieden folgte ein Penaltyschießen. Der Sieger des Penaltyschießens erhielt zwei Punkte, der unterlegenen Mannschaft wurde ein Zähler gutgeschrieben.

## Abschlusstabelle
Abkürzungen: Sp = Spiele, S = Siege, SnP = Siege nach Penaltyschießen, NnP = Niederlage nach Penaltyschießen, N = Niederlagen, Pkt = Punkte
|    |                                         | Sp | S  | SnP | NnP | N  | Tore  | Pkt |
| -- | --------------------------------------- | -- | -- | --- | --- | -- | ----- | --- |
| 1. | TuS Wiehl ESC                           | 12 | 10 | 0   | 0   | 2  | 74:27 | 30  |
| 2. | ERC Hannover Ice Lions                  | 12 | 8  | 0   | 0   | 4  | 56:29 | 24  |
| 3. | Angry Birds (Dresden, Dachau, Preussen) | 12 | 4  | 0   | 0   | 8  | 43:61 | 12  |
| 4. | Weserstars Bremen                       | 12 | 2  | 0   | 0   | 10 | 16:75 | 6   |